# Гейці
Ге́йці — село в Україні, в Ічнянській міській громаді Прилуцького району Чернігівської області. 

## Географія
Село Гейці розташоване за 178 км від обласного центру та 19 км від районного центру. Найближчі населені пункти: Тишківка та селище Коломійцеве (0,5 км), Сезьки (1 км). До села прилягають лісові масиви. Поруч пролягає залізниця, на якій знаходиться пасажирський зупинний пункт Сезьки.

## Історія
1859 року - х.Гейців.
На мапі Шуберта 1869 року - х.Гейнов з 17 хат.